# جوني بيرنت
جوني بيرنت (بالإنجليزية: Johnny Burnett)‏ هو لاعب كرة قاعدة أمريكي، ولد في 1 نوفمبر 1904 في بارتو في الولايات المتحدة، وتوفي في 12 أغسطس 1959 في تامبا في الولايات المتحدة بسبب ابيضاض الدم.

## وصلات خارجية
- جوني بيرنت على موقعبيزبول رفرنس.كوم (الدوري الرئيسي) (الإنجليزية)
- جوني بيرنت على موقعبيزبول رفرنس.كوم (الدوري الثانوي) (الإنجليزية)